# Doris Bachmann-Medick
Doris Bachmann-Medick, Geburtsname Doris Bachmann (* 8. September 1952) ist eine deutsche Literatur- und Kulturwissenschaftlerin.

## Leben
Nach dem Studium der Germanistik, Geographie, Kunstgeschichte und Philosophie arbeitete Doris Bachmann-Medick in der Arbeitsstelle „Index zu deutschsprachigen Zeitschriften des 18. Jahrhunderts“ der Akademie der Wissenschaften zu Göttingen und wurde 1986 in der Neueren Deutschen Literatur zum Dr. phil. promoviert. Seit den 1990er Jahren war sie für verschiedene Forschungsprojekte und Institute tätig: 1991–1993 am Seminar für Deutsche Philologie der Universität Göttingen zum Thema „Literarische Anthropologie – anthropologische Literatur. Kulturelle Übergänge und die Verflechtung der Disziplinen in den Kultur- und Humanwissenschaften“; 1994–1996 im Göttinger Sonderforschungsbereich „Die literarische Übersetzung“ und 2005 als Mitarbeiterin im Fachbereich Geschichts- und Kulturwissenschaften der Freien Universität Berlin.
Neben Lehraufträgen an der Universität Göttingen, der Universität Potsdam, der Europa-Universität Viadrina, der Freien Universität Berlin und der Universität Zürich führten sie zahlreiche Gastprofessuren in die Vereinigten Staaten (University of California, Los Angeles; University of Michigan, Ann Arbor; University of California, Irvine; University of Cincinnati; Georgetown University, Washington, DC) sowie nach Österreich an die Universität Graz. Im Wintersemester 2005/2006 war sie außerdem Fellow am Internationalen Forschungszentrum Kulturwissenschaften in Wien. Seit 2007 forscht und lehrt sie als Senior Research Fellow am International Graduate Centre for the Study of Culture (GCSC) der Justus-Liebig-Universität Gießen, das seit 2006 im Rahmen der Exzellenzinitiative des Bundes und der Länder gefördert wurde.
Doris Bachmann-Medick ist mit dem Historiker Hans Medick verheiratet und hat zwei Söhne, darunter Veit Medick.

## Forschungsschwerpunkte
Zu Doris Bachmann-Medicks Forschungsschwerpunkten gehören Kulturwissenschaften, Literarische Anthropologie, Kulturtheorie, kulturwissenschaftliche Übersetzungsforschung und Interkulturelle Kommunikation. Der von ihr herausgegebene einflussreiche Konzeptband Kultur als Text befeuerte die kulturanthropologische Wende der Literaturwissenschaft in Deutschland. Auf diesen Band geht der mittlerweile stehende Begriff von „Kultur als Text“ zurück. Außerdem zeigt sie in ihrer vielfach aufgelegten und übersetzten Monographie Cultural Turns die inneren „Differenzierungsimpulse“ des sogenannten Cultural turn auf und macht dessen verschiedene Ausrichtungen allererst sichtbar und disziplinenübergreifend anschlussfähig. Aktuelle Forschungen widmet sie vor allem der Übersetzung als Kategorie für die kulturwissenschaftliche Forschung. Dabei beschäftigt sie sich unter anderem mit Menschenrechten als Übersetzungsproblem sowie mit Migration als Prozess und Herausforderung kultureller und sozialer Übersetzung.

## Mitgliedschaften
- 2012–2017 Mitglied im Rat für Kulturelle Bildung der Stiftung Mercator und sieben weiteren Stiftungen.
- 2013–2018 Mitglied im Think Tank des TOPOI Exzellenzcluster 264 der FU Berlin (Key Topic Group "Identities").
- 1992–1996 Vertrauensdozentin, seit 1999 Mitglied im Auswahlausschuss für Promotionsstipendien der Heinrich-Böll-Stiftung in Berlin.
- Mitglied im Beirat/Editorial Board der dreisprachigen Reihe „Repräsentation-Transformation. representation-transformation. représentation-transformation. Translating across Cultures and Societies“, Hrsg. Michaela Wolf, LIT Verlag, Münster-Hamburg-Berlin-Wien-London.
- Consultant Editor der Zeitschrift „Translation Studies“, erscheint seit Januar 2008 beim Verlag Routledge in London.
- Mitherausgeberin (mit Horst Carl, Wolfgang Hallet, Ansgar Nünning) der Reihe Concepts for the Study of Culture (CSC) beim Verlag Walter de Gruyter (erscheint seit 2010).
- Mitglied im Editorial Board der Reihe "Anthem Series on Thresholds and Transformations" (erscheint seit 2018).
- Mitglied des Beirats der Fakultät "Performativität und Management" der Karlshochschule International University.

## Auszeichnungen
- 2019: Preis der Gesellschaft für interkulturelle Germanistik (GIG) für erfahrene Wissenschaftlerinnen und Wissenschaftler (2018).[4]

## Schriften (Auswahl)
- Die ästhetische Ordnung des Handelns. Moralphilosophie und Ästhetik in der Popularphilosophie des 18. Jahrhunderts. Metzler, Stuttgart 1989, ISBN 3-476-00673-5.
- The Translational Turn. (= Translation Studies. 2.1). Routledge, London 2009, ISSN 1478-1700.
- Cultural Turns. Neuorientierungen in den Kulturwissenschaften. (= rowohlts enzyklopädie. 55675). Rowohlt, Reinbek bei Hamburg 2006. (6. Auflage. 2018, ISBN 978-3-499-55675-3.)
  - polnische Übersetzung (Krystyna Krzemieniowa): Cultural Turns. Nowe kierunki w naukach o kulturze. Oficyna Naukowa, Warschau 2012.
  - englische Übersetzung (Adam Blauhut): Cultural Turns. New Orientations in the Study of Culture. De Gruyter, Berlin/Boston 2016, ISBN 978-3-11-040297-1.
  - russische Übersetzung (Sergey Tashkenov): Культурные повороты. Новые ориентиры в науках о культуре. New Literary Observer, Moskau 2017, ISBN 978-5-4448-0683-8.
- Anziehungskraft statt Selbstinteresse. Christian Garves nicht-utilitarische Konzeption des Interessierenden. Internet, 2008, OCLC 612346967.

Als Herausgeberin
- mit Jens Kugele: Migration. Changing Concepts, Critical Approaches. De Gruyter, Berlin/Boston 2018, ISBN 978-3-11-059767-7.
- The Trans/National Study of Culture. A Translational Perspective. De Gruyter, Berlin/Boston 2016, ISBN 978-3-11-045469-7.
- Kultur als Text. Die anthropologische Wende in der Literaturwissenschaft. (= Fischer Tb. 12781). Frankfurt am Main 1996. (2. aktualisierte Auflage. mit neuer „Bilanz“. (= UTB. 2565)). Francke, Tübingen/Basel 2004, ISBN 3-8252-2565-8.[5]
- Übersetzung als Repräsentation fremder Kulturen. E. Schmidt, Berlin 1997, ISBN 3-503-03765-9.